# 岡本吉起
岡本吉起（おかもと よしき、1961年6月10日 - ）以『GENJI』等系列而廣為人知的電玩遊戲製作人。前股份有限公司Game Republic執行董事及社長。原卡普空專務董事。愛媛縣南宇和郡愛南町（出身舊・一本松町）。創造社設計專門学校畢業。

## 來歷

### 卡普空以前
1981年以插畫家身份加入科樂美。出道作是街機遊戲『时空领航员』，據本人所述、這款遊戲是當時的上司推出的「無聊企劃」（據本人說是以駕訓班為主題的駕駛遊戲）他假裝按指示開發，但其實遊戲都是由他本人完全獨自創作出來。直到開發進行到無法回頭的地步，才跟上司報告。他的上司雖然很生氣，但也只好推出發售，結果卻搏得巨大的人氣、使得上司對他的態度因此為大為轉變。其他還有參與開發『Gyruss』等遊戲。之後與藤原得郎、程式設計師レッド有馬等人一起加入剛創立不久的遊戲公司卡普空。 後來與辻本社長直接談判的結果、就是讓他初上任的薪水從35萬圓起跳（之前在科樂美的薪水是13萬5千圓）。
當時是位於東京都新宿區歌舞伎町的松寶大樓的東京開發室（與現在卡普空東京分公司不同）的負責人、同時人材募集到開發的工作也由他一手負責。他在這時所募集的人材，有之後以『快打旋風』而成為名遊戲設計師的安田朗等人。
後來，隨著東京開發室關閉在1984年回到卡普空大阪總公司並且成為第三開發室負責人，擔任『孫孫』(1984)、『1942』(1984)、『Exed Exes』(1985)、『Gun.Smoke』(1985)、『Hyper Dyne Side Arms』(1986)跟『麻雀學園』等遊戲的導演，然後以『Lost Worlds』作為自己最後開發的遊戲而從開發工作退休，開始擔任遊戲宣傳的負責人而發揮了他的宣傳實力。而岡本在1985年參與製作的STG作品『Gun.Smoke』則是成為Angel Studios（Rockstar San Diego的前身）公司遊戲『Red Dead Revolver』(2004)的靈感來源，該遊戲成為後續開放世界碧血狂殺系列遊戲的首部作品。
1996年擔任公司的董事及開發本部長。1997年設立遊戲劇本開發公司FLAGSHIP而兼任執行董事與社長。2001年就任卡普空專務董事。

### Game Republic設立後
2003年離開卡普空、創立Game Republic，並且製作出PlayStation 2用『GENJI』及Xbox360用『EVERY PARTY』等遊戲。『GENJI』發售日當天、在新宿及秋葉原的電玩專賣店展開紀念活動。不過在秋葉原的粉絲卻只有15人而已。然後『EVERY PARTY』在Xbox360的銷售榜中也創下首週販賣的最低記錄641隻。
之後，在PlayStation 3發售同時、也推出『GENJI』續集『GENJI -神威奏乱-』與以宮部美幸同名小説『勇者物語』為準而製作的PSP向的RPG『勇者物語 新的旅人』。
除了開發這些遊戲外、也擔任「綜合学園ヒューマンアカデミー 遊戲專門學校」的學園長、並於2007年離開。
2010年、由於Game Republic經營困難、於是進行大規模的裁員。大阪辦公室、名古屋辦公室也因此關閉。2010年末、公司只剩下東京辦公室。同時因為他們先前販售棋盤遊戲，所以也跟著關閉棋盤共和國的網站。2011年6月，公司的東京辦公室被裁撤、所以無法確認這家公司是否依然存在。另外岡本本人自己的動向也跟著完全不明、不過山本一郎則是在google+發表他還活著的消息。
2013年、參加mixi推出的手機遊戲『怪物彈珠』的開發。就算開發預算少而開發團隊也只有7個人、但卻在推出後大受歡迎而創下紀錄。
2018年5月、突然宣布自己移居到馬來西亞的新山。現在他本人在設立於該處的でらゲー股份有限公司馬來西亞分公司工作。
2020年4月，在其所在的馬來西亞以YouTuber身分正式出道。定期會分享自己在遊戲業界的經驗談以及商業指南、還有近況以及雜談等內容。另外還會活用自己的人脈請到遊戲業界人士客串嘉賓進行聯名合作。

## 人物
- 喜歡的東西是棋盤遊戲與新世紀福音戰士。另外雖然擔任遊戲公司董事和社長以及遊戲專門学校的学園長、不過卻公然發表自己不喜歡電視遊戲。
- 對蝦子過敏。原因則是去國外出差時，只吃蝦子所造成，並且在GAMEST連載的專欄中說出這件事。這件事也成為『ドキばぐ』的捏他。

## 主要開發的作品
- 『怪物彈珠』
- 『TIME PILOT』
- 『ソンソン』
- 『EXED EXES』
- 『EVERY PARTY』

## 主要負責宣傳的作品
- 『街頭快打系列』
- 『快打旋風』系列
- 『勇者物語 新的旅人』
- 『GENJI』
- 『GENJI the best』

## 備註
1. ↑  Red Dead Redemption's Curious 8-Bit Origin Story （页面存档备份，存于） (2016年10月20日)
2. ↑  .   [2011年11月2日]. （原始内容存档于2012年2月20日）.
3. ↑  .   [2020-08-10]. （原始内容存档于2020-03-14）.
4. ↑  さるきち1号さん2018年5月13日的推特
5. ↑  . （原始内容存档于2023-05-12） （日语）.